# Ligusticum verticillatum
Ligusticum verticillatum là một loài thực vật có hoa trong họ Hoa tán. Loài này được (Geyer ex Hook.) J.M.Coult. & Rose mô tả khoa học đầu tiên năm 1895.